# Saint-Marcel, Ardennes

Saint-Marcel este o comună în departamentul Ardennes din nordul Franței. În 1 ianuarie 2022 avea o populație de 320 de locuitori.